# 旅滬型駆逐艦
旅滬型駆逐艦（るふがたくちくかん、英: Luhu-class destroyer）は、中国人民解放軍海軍の駆逐艦の艦級に対して付与されたNATOコードネーム。中国人民解放軍海軍での名称は052A型駆逐艦（中国語: 052A型驱逐舰）。
西側技術を大規模に導入し、中国の新しい海洋戦略に基づく初の外洋型大型艦として建造された。2隻が建造されたが、ほぼ同等の装備でより安価な江衛型フリゲートの実用化により、後続艦の建造はなされなかった。

## 設計
本型は、竣工時点では中国が建造した最大の水上戦闘艦であった。船体は乾舷の高い遮浪甲板型とされており、大型の艦橋構造物や太い単煙突、また後部に航空艤装を設けた配置と相まって、フランス海軍のジョルジュ・レイグ級駆逐艦との類似性も指摘されている。
主機関としては、人民解放軍海軍の水上戦闘艦としては初めてガスタービンエンジンを採用しており、1番艦ではアメリカ製のゼネラル・エレクトリック LM2500ガスタービンエンジンをドイツ製のV型12気筒機関であるMTU 12V1163 TB83ディーゼルエンジンと組み合わせたCODOG機関とされた。ただし1989年の六四天安門事件を受けてアメリカからの軍事技術供与が停止されたため、2番艦では、ほぼ同出力のウクライナ製UGT-25000（DA80）ガスタービンエンジンが搭載されたとされている。

## 装備

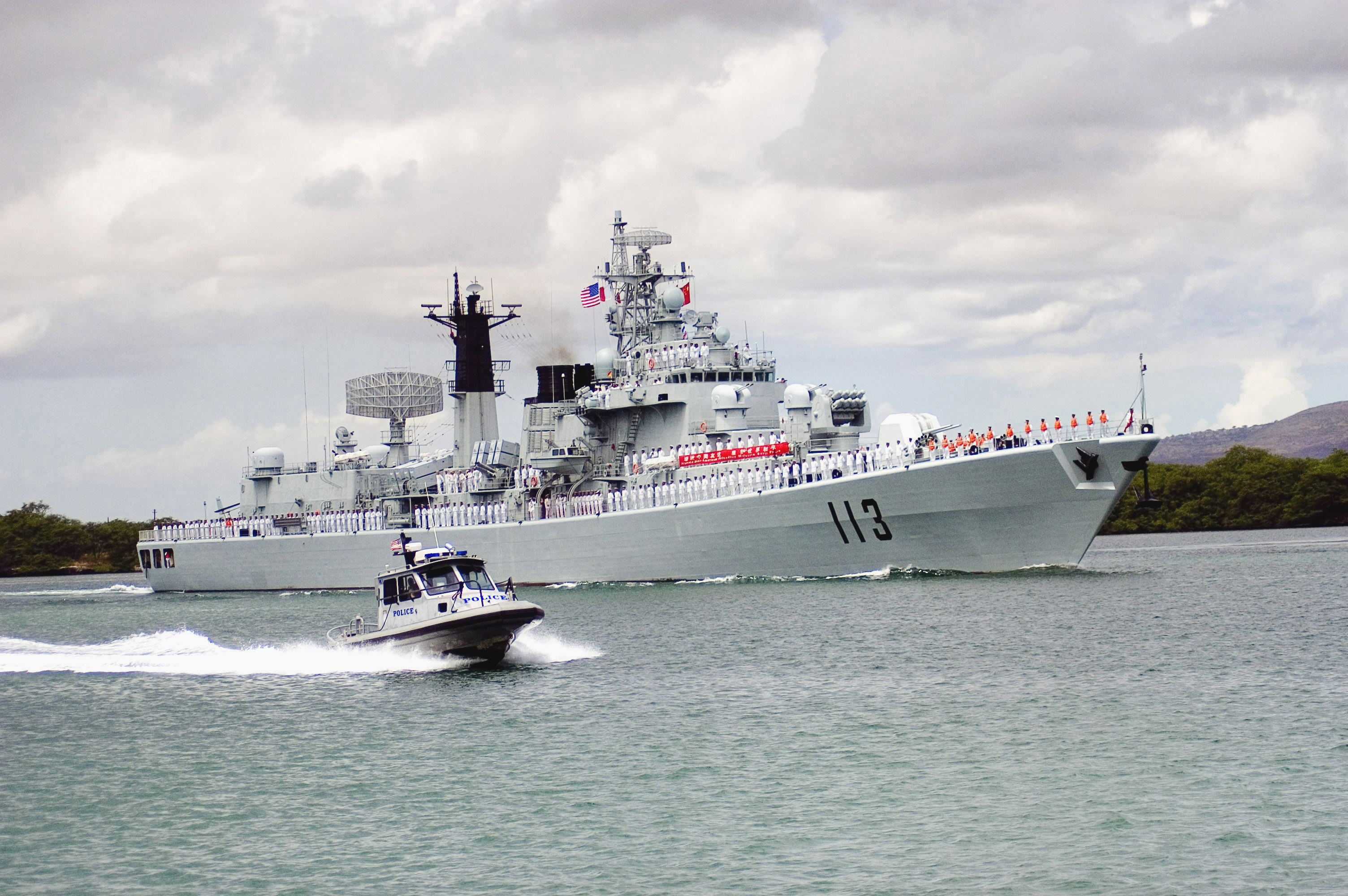
近代化改修前の「青島」

1980年代後半より、中国海軍では051・051D型駆逐艦（旅大型）をテストベッドとして、西側のテクノロジーによる防空システムや哨戒ヘリコプターの運用を模索しており、これらの各種装備を、新設計の艦体に搭載した新型艦として開発されたのが本型といえる。
防空システムは、1991年に051DT型「開封」で導入されたフランス製品をもとに、051G型で搭載された山寨版が踏襲されており、対空・対水上捜索用の363型レーダーとZKJ-4戦術情報処理装置、HHQ-7個艦防空ミサイル・システムが連接されている。対空・対水上捜索用の363型レーダーは前檣上に、またHHQ-7の火器管制レーダーである345型レーダーは艦橋上に、HHQ-7の8連装発射機は船楼前端に設置された。
一方、航空艤装については、1987年から051型「済南」で試験されていたものがおおむね導入されている。後部上部構造物は哨戒ヘリコプター2機分のハンガーとされた。その後方の艦尾甲板はヘリコプター甲板とされており、ここにはフランス製のSAMAHE着艦拘束装置と機体移送装置2条が設けられている。
主砲としては、051G型と同様にH/PJ-33A 56口径100mm連装砲が搭載されたが、本型では砲盾の形状を改めて軽量化を図るなどした小改正型の79A/92型とされた。

### 近代化改修

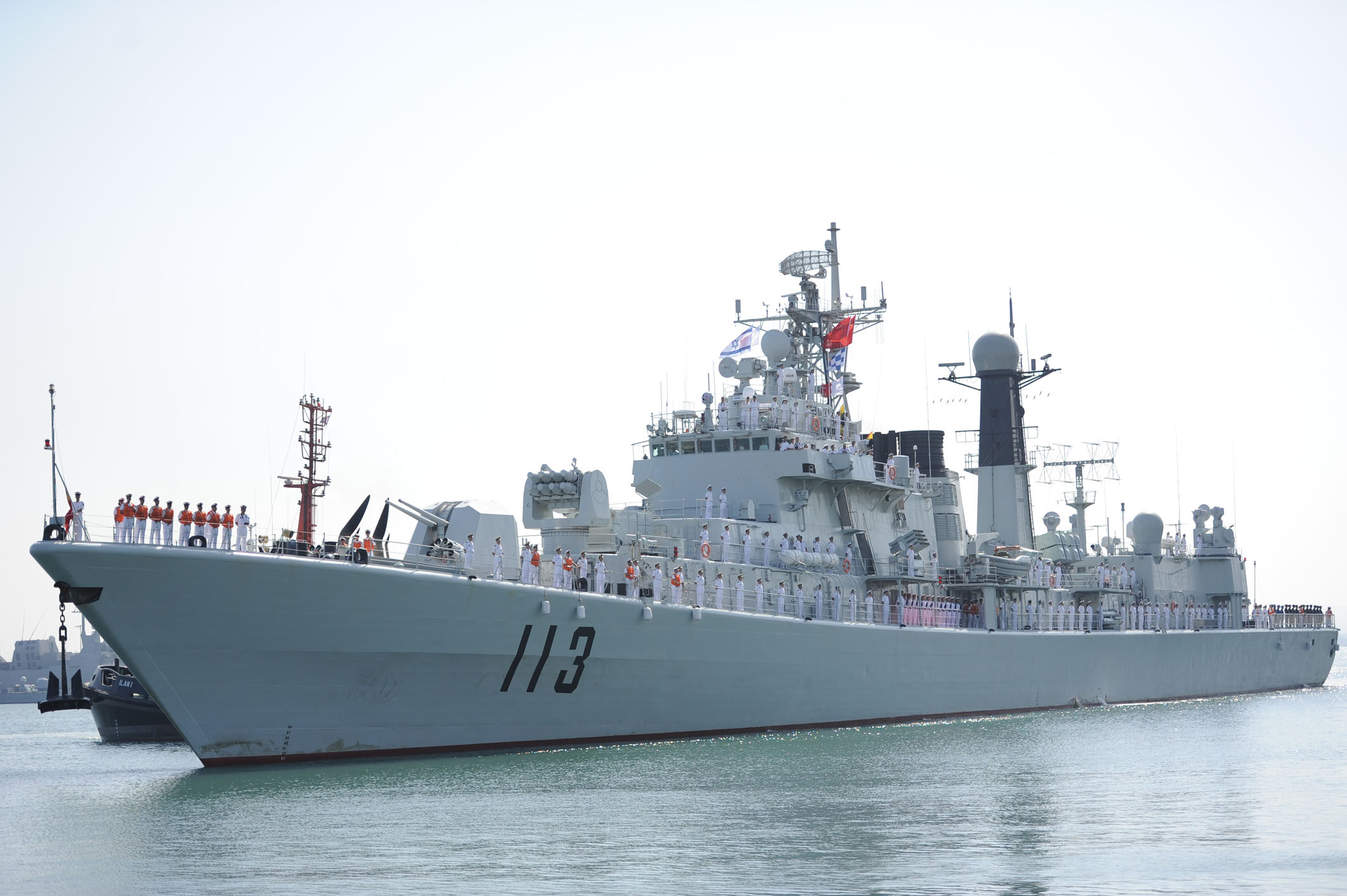
近代化改修後の「青島」

「哈爾浜」は2010～2011年頃、「青島」は2011～2012年頃に近代化改修を受け、YJ-8A連装発射筒をYJ-83四連装発射筒に、75式12連装240mm対潜ロケット砲を87式6連装252mm対潜ロケット砲に換装、CIWSも051G型と同じく76A式37mm連装機銃H/PJ-76A 4基から30mmガトリング砲を用いた730型H/PJ-12 2基に換装された。
また、363型レーダーを補完して、長距離捜索用の518型レーダーが後部上部構造物上に、また低空警戒用の362型レーダーが後檣上に設置されていたが、改装で、前者は古典的な517A型レーダーに換装、また後者も新しい標準である364型レーダーに更新された。
ソナーも051G2型と同様の構成であるが、いずれも山寨化されたとみられており、艦首装備のものはDUBV-23を山寨化したSJD-8/9、可変深度式のものはDUBV-43を山寨化したESS-1とされている。ただし可変深度ソナーの曳航体の外見がDUBV-43と若干異なっていたことから、艦首装備のものも含めて、アメリカレイセオン社のDE-1164システムではないかという異説もある。

## 比較
|          |            | 051B型（深圳） 近代化改修後   | 052A型（旅滬型） 近代化改修後 | ソヴレメンヌイ級（現代級） 近代化改修後 |
| -------- | ---------- | ----------------------------- | ----------------------------- | --------------------------------------- |
| 船体     | 満載排水量 | 6,600 t                       | 5,700 t                       | 8,060 t                                 |
| 船体     | 全長       | 153 m                         | 148 m                         | 156.37 m                                |
| 船体     | 全幅       | 16.5 m                        | 16.0 m                        | 17.19 m                                 |
| 主機     | 方式       | CODOG                         | CODOG                         | 蒸気タービン                            |
| 主機     | 出力       | 55,000 shp                    | 48,600 shp                    | 99,500 shp                              |
| 主機     | 速力       | 30 kt                         | 31.5 kt                       | 32 kt                                   |
| 兵装     | 砲熕       | 56口径100mm連装砲×1基         | 56口径100mm連装砲×1基         | 70口径130mm連装砲×2基                   |
| 兵装     | 砲熕       | 30mmCIWS×2基                  | 30mmCIWS×2基                  | 30mmCIWS×4基                            |
| 兵装     | ミサイル   | VLS×32セル （HHQ-16）         | HHQ-7 8連装発射機×1基         | VLS×32セル （HHQ-16,YU-8）              |
| 兵装     | ミサイル   | YJ-12A 4連装発射筒×4基        | YJ-83 4連装発射×4基           | YJ-12A 4連装発射機×2基                  |
| 兵装     | ミサイル   | ―                             | 252mm6連装対潜ロケット砲×2基  | ―                                       |
| 兵装     | 水雷       | 3連装短魚雷発射管×2基（Yu-7） | 3連装短魚雷発射管×2基（Yu-7） | 3連装短魚雷発射管×2基（Yu-7）           |
| 艦載機   | 艦載機     | Z-9C/Ka-28×2機                | Z-9C×2機                      | Ka-28×2機                               |
| 同型艦数 | 同型艦数   | 1隻                           | 2隻                           | 1隻 （1隻改修中,2隻改修予定）           |

|          |            | 055型（南昌級）                                            | 052D型（昆明級）                           | 052C型（蘭州級）              | 051C型（瀋陽級）              | 052B型（広州級）              |
| -------- | ---------- | ---------------------------------------------------------- | ------------------------------------------ | ----------------------------- | ----------------------------- | ----------------------------- |
| 船体     | 満載排水量 | 12,000 - 13,000 t                                          | 7,500 t                                    | 7,000 t近く                   | 7,100 t                       | 6,600 t                       |
| 船体     | 全長       | 182.6 m                                                    | 156 m                                      | 154 m                         | 155 m                         | 154 m                         |
| 船体     | 全幅       | 20.9 m                                                     | 18 m                                       | 17 m                          | 17 m                          | 16.5 m                        |
| 主機     | 方式       | COGAG                                                      | CODOG                                      | CODOG                         | CODOG                         | CODOG                         |
| 主機     | 出力       | 130,000 shp以上                                            | 76,000 hp                                  | 48,600 shp                    | 48,600 shp                    | 48,600 shp                    |
| 主機     | 速力       | 30 kt                                                      | 29 kt                                      | 29 kt                         | 30 kt                         | 29 kt                         |
| 兵装     | 砲熕       | 70口径130mm単装砲×1基                                      | 70口径130mm単装砲×1基                      | 55口径100mm単装砲×1基         | 55口径100mm単装砲×1基         | 55口径100mm単装砲×1基         |
| 兵装     | 砲熕       | 30mmCIWS×1基                                               | 30mmCIWS×1基                               | 30mmCIWS×2基                  | 30mmCIWS×2基                  | 30mmCIWS×2基                  |
| 兵装     | ミサイル   | 5860-2006型VLS×112セル （HHQ-9B,HHQ-16B,YJ-18,CJ-10,Yu-8） | 5860-2006型VLS×64セル （HHQ-9,CY-5,YJ-18） | VLS×48セル （HHQ-9A）         | B-203A型VLS×48セル （リフ-M） | 単装発射機×2基 （9M317）      |
| 兵装     | ミサイル   | HHQ-10 24連装発射機×1基                                    | HHQ-10 24連装発射機×1基                    | YJ-62 4連装発射筒×2基         | YJ-83 4連装発射筒×2基         | YJ-83 4連装発射筒×4基         |
| 兵装     | 水雷       | 3連装短魚雷発射管×2基（Yu-7）                              | 3連装短魚雷発射管×2基（Yu-7）              | 3連装短魚雷発射管×2基（Yu-7） | 3連装短魚雷発射管×2基（Yu-7） | 3連装短魚雷発射管×2基（Yu-7） |
| 艦載機   | 艦載機     | Z-18×2機                                                   | Z-9C/Ka-28×1機                             | Z-9C/Ka-28×1機                | ヘリコプター甲板のみ          | Z-9C/Ka-28×1機                |
| 同型艦数 | 同型艦数   | 8隻                                                        | 25隻                                       | 6隻                           | 2隻                           | 2隻                           |

## 同型艦
| 艦番号 | 艦名            | 造船所         | 起工           | 進水        | 就役          | 配備先   |
| ------ | --------------- | -------------- | -------------- | ----------- | ------------- | -------- |
| 112    | 哈爾浜 (Harbin) | 上海江南造船廠 | 1990年 5月24日 | 1991年 6月  | 1993年 2月2日 | 北海艦隊 |
| 113    | 青島 (Qingdao)  | 上海江南造船廠 | 1991年         | 1993年 10月 | 1996年 3月    | 北海艦隊 |

### 活動状況
2012年10月16日には、中国海軍艦隊7隻が太平洋から東シナ海へ向かって、沖縄県与那国島の南南東約49kmの海上を航行しているのを海上自衛隊のP-3が確認したと防衛省が発表している。中国中央電視台は、山東省青島市に帰港したのは北海艦隊所属の7隻で、旅滬型の112 哈爾浜が艦隊の指揮を執り、瀋陽級駆逐艦（116 石家荘）・江凱型フリゲート（546 塩城）・江衛型フリゲート（528 綿陽）などで構成されていたと報じている。なお、哈爾浜には、中国海軍で初めて10人の女性軍人が遠洋任務に就いていた。
2013年1月30日に中国国営通信社の新華社は、113 青島が、江凱型フリゲート2隻（538 煙台・546 塩城）とともに青島市を29日に出航したと報じた。西太平洋やバシー海峡などで軍事演習を行うため、東シナ海から宮古島沖（宮古島ー沖縄本島間）を抜ける見通しとされる。

## 登場作品

### 漫画
『空母いぶき』
「哈爾浜」が登場。多良間島沖にて海上自衛隊のこんごう型護衛艦「ちょうかい」と交戦し、127mm単装速射砲の精密砲撃により兵装のみを破壊される。

### 小説
『天空の富嶽』
「哈爾浜」と「青島」が登場。空母「天安」（旧「ヴァリャーグ」）を護衛するも、F/A-18E改の空対艦ミサイルが3発ずつ被弾して機関を破壊され、「天安」や他の護衛艦艇共々レーザー誘導爆弾で撃沈する。